# Северокастильское плоскогорье
Северокасти́льское плоского́рье (Се́верная Месе́та, Старокасти́льское плоского́рье) — северная часть плоскогорья Месета в Испании и Португалии. Отделено от Южной Месеты хребтом Центральная Кордильера. На севере окаймлено Кантабрийскими, на востоке — Иберийскими горами.
Плоскогорье расчленено на глубину 100—120 м долинами реки Дуэро и её притоков. Высота составляет 800—1200 м. Сложено песчаниками, конгломератами, известняками и мергелями. Имеются месторождения урановых и вольфрамовых руд.
Климат сухой: холодная зима, жаркое лето. Преобладают травянистая и кустарниковая растительность; по долинам рек — рощи дуба и сосны. Население занимается выращиванием зерновых, сахарной свёклы, виноградарством и овцеводством. На территории плоскогорья расположены замки и старинные города, крупнейший из которых — Вальядолид.